# Ɛ̧́
Cette page contient des caractères spéciaux ou non latins. S’ils s’affichent mal (▯, ?, etc.), consultez la page d’aide Unicode.
Ɛ̧́ (minuscule : ɛ̧́), appelé epsilon accent aigu cédille, est un graphème utilisé dans l’écriture de certaines langues camerounaises dont le maka et le pana. Il s’agit de la lettre epsilon diacritée d’un accent aigu et d’une cédille.

## Utilisation
En langues camerounaises suivant l’Alphabet général des langues camerounaises, ‹ ɛ̧ › représente un E ouvert nasalisé et l’accent aigu indique le ton haut. Il ne s’agit d’une lettre à part entière, et elle placée avec l’epsilon sans accent ou avec un autre accent dans l’ordre alphabétique.

## Représentations informatiques
L’epsilon accent aigu cédille peut être représenté avec les caractères Unicode suivants :
- décomposé et normalisé (latin étendu B, Alphabet phonétique international, diacritiques) :

| formes    | représentations | chaînes de caractères | points de code       | descriptions                                                                 |
| --------- | --------------- | --------------------- | -------------------- | ---------------------------------------------------------------------------- |
| capitale  | Ɛ̧́               | Ɛ◌̧◌́                   | U+0190 U+0327 U+0301 | lettre majuscule latine e ouvert diacritique cédille diacritique accent aigu |
| minuscule | ɛ̧́               | ɛ◌̧◌́                   | U+025B U+0327 U+0301 | lettre minuscule latine epsilon diacritique cédille diacritique accent aigu  |

## Sources
- Ibirahim Njoya, Précis d’orthographe pour la langue pana, Yaoundé, Cameroun, Association Camerounaise pour la Traduction de la Bible et l’Alphabétisation, 2010 (lire en ligne [archive du 27 novembre 2010])